# محمد الحميداني
محمد بن نمر بن محمد الحميداني (مواليد 1973 في الرياض) هو رئيس نادي الهلال المكلف بعد استقالة الاميرعبد الرحمن بن مساعد.

## توليه الرئاسة
بعد هزيمة الهلال امام ويسترن سيدني في نهائي دوري أبطال اسيا 2014 تزايدت الضغوط الهلالية على عبد الرحمن بن مساعد وطلبته بتقديم الاستقالة ولكنه فضل الاستمرار بقيادة الهلال. بعد خسارة نادي الهلال بهدفين مقابل هدف في نهائي بطولة كأس ولي العهد السعودي من امام نادي الاهلي اضطر عبد الرحمن بن مساعد إلى تقديم استقالته مباشرة بعد النهائي. في صباح اليوم الذي عقب المباراة اجتمع مجلس إدارة الهلال في العاصمة الرياض واتخذوا عدة قرارات اهمها هو تعيين محمد الحميداني في منصب رئيس نادي الهلال حتى نهاية الموسم والثاني هو تقديم مجلس إدارة النادي استقالة جماعية.

### انجازات اثناء فترة توليه الرئاسة
- تحقيق الهلال لقب كأس خادم الحرمين الشريفين 2015